# Ополовник-крихітка
Ополовник-крихітка (Aegithalos exilis) — вид горобцеподібних птахів родини довгохвостосиницевих (Aegithalidae).
Раніше вид відносили до монотипного роду Psaltria, але на основі результатів молекулярно-філогенетичного дослідження, опублікованого в 2016 році, вид перенесено до роду Aegithalos.

## Поширення
Ендемік індонезійського острова Ява. Поширений в центральних (південніше Семаранга) та західних гірських районах.

## Опис
Дрібний птах завдовжки 8-8,5 см. Тіло пухке з великою округлою головою, коротким конічним дзьобом, короткими загостреними крилами та довгим квадратним хвостом. Голова, спина, крила та хвіст темно-сірі з блакитним відтінком. Горло та груди попелясто-сірі. Черево та боки блідо-сірі. Дзьоб чорнуватого забарвлення, ноги жовтяві, а досить великі очі світло-жовтого кольору.

## Спосіб життя
Живе у хмарних лісах на висоті понад 1000 м над рівнем моря. Також колонізує плантації, сільські та заміські райони в гірських умовах. Трапляється невеликими сімейними групами з 4-6 птахів. Проводить більшу частину часу у пошуках поживи під пологом лісу. Живиться комахами, павуками та іншими дрібними безхребетними, зрідка ягодами і насінням. Розмножується двічі на рік, у період з березня по травень та між серпнем та листопадом. Самиця будує мішкоподібне гніздо з лишайників і павутиння. У гнізді 4-8 яєць. Інкубація триває близько двох тижнів. За пташенятами доглядають усі члени групи, до якої належить пара. Вони здатні літати приблизно через 16 днів після вилуплення.